# Solmarisidae
Los solmarísidos (Solmarisidae) son una familia de cnidarios hidrozoos del orden Narcomedusae.

## Taxonomía
Se compone de los siguientes géneros y especies:
- Pegantha
  - Pegantha clara
  - Pegantha laevis
  - Pegantha magnifica
  - Pegantha martagon
  - Pegantha rubiginosa
  - Pegantha triloba
- Solmaris
  - Solmaris corona
  - Solmaris flavescens
  - Solmaris lenticula
  - Solmaris leucostyla
  - Solmaris quadrata
  - Solmaris rhodoloma
  - Solmaris solmaris